# 中国の古典の時代別一覧
中国文学の有名な古典を時代別に挙げる。

## 先秦
- 易経
- 尚書
- 詩経
- 論語
- 老子
- 孟子
- 荘子
- 列子
- 荀子
- 管子
- 墨子
- 尉繚子
- 鬼谷子
- 孫子兵法
- 春秋
- 呉子
- 孫臏兵法
- 左伝
- 穀梁伝
- 公羊伝
- 国語
- 穆天子伝
- 竹書紀年
- 山海経
- 韓非子
- 楚辞
- 晏子春秋
- 司馬法
- 呂氏春秋

## 秦漢
- 睡虎地秦簡
- 蒼頡篇
- 戦国策
- 史記
- 新語
- 新書
- 淮南子
- 春秋繁露
- 塩鉄論
- 新論
- 漢書
- 白虎通徳論
- 四民月令
- 九章算術
- 説文解字
- 論衡

## 魏晋南北朝
- 華陽国志
- 後漢書
- 三国志
- 魏書
- 文心雕龍
- 世説新語
- 抱朴子
- 神仙伝
- 斉民要術
- 捜神記
- 述異記

## 隋唐
- 旧唐書
- 新唐書
- 一切経音義
- 唐律疏義
- 唐六典
- 貞観政要
- 通典

## 宋
- 太平御覧
- 太平広記
- 文苑英華
- 冊府元亀
- 資治通鑑
- 夢渓筆談
- 通志
- 太極図説
- 大宋宣和遺事
- 容斎随筆
- 文献通考

## 元明
- 十八史略
- 永楽大典
- 幼学瓊林
- 本草綱目
- 天工開物
- 三国志演義
- 水滸伝
- 西遊記
- 金瓶梅
- 封神演義
- 平妖伝
- 三宝太監西洋記

## 清
- 紅楼夢
- 四庫全書
- 青楼夢
- 聊斎志異
- 閲微草堂筆記
- 子不語
- 鏡花縁
- 儒林外史
- 老残遊記
- 大清律例
- 大清会典